# Dan Donegan

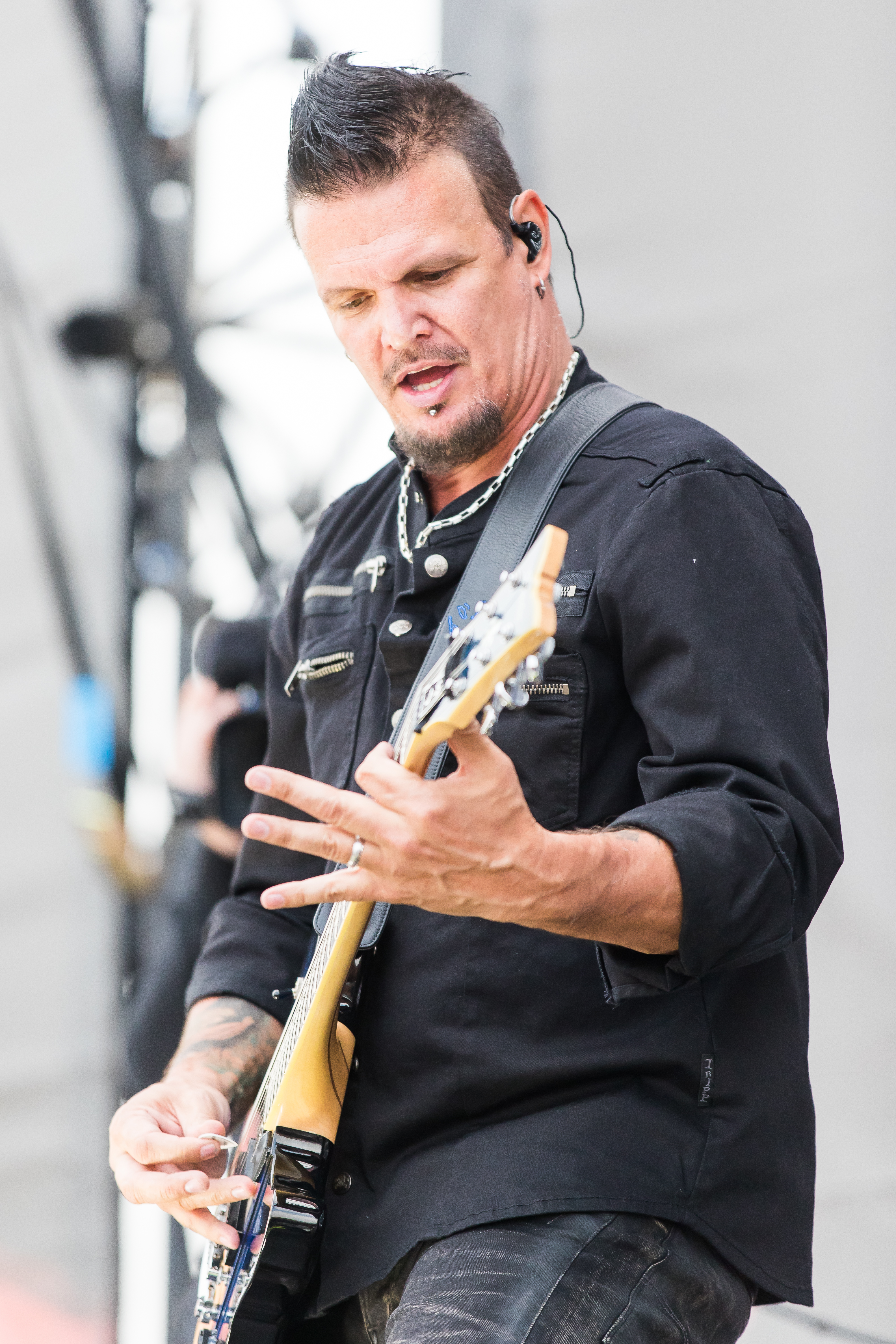
Dan Donegan live 2016

Daniel Joseph Donegan (* 1. August 1968 in Oak Lawn, Illinois) ist ein US-amerikanischer Gitarrist, Musikproduzent und Mitinhaber des Plattenlabels Intoxication Records. Er ist Mitglied der Bands Disturbed und Fight or Flight und spielte zuvor bei Vandal.

## Werdegang
Donegan brachte sich das Gitarre spielen selbst bei. Seine ersten musikalischen Gehversuche macht er in der Hair-Metal-Band Vandal, mit der er das Album Better Days veröffentlichte. Nach der Auflösung von Vandal spielte Donegan kurzzeitig in der Band Loudmouth, bevor er im Jahre 1994 die Band Brawl gründete. Nach dem Einstieg des Sängers David Draiman im Jahre 1996 änderte Brawl ihren Namen in Disturbed. Mit Disturbed veröffentlichte Donegan sieben Studioalben und verkaufte mehr als 15 Millionen Tonträger. Disturbed wurden zweimal für einen Grammy und einmal für einen Echo nominiert. Bei den Alben Indestructible und Asylum übernahm Donegan jeweils die Produktion. Bei dem Album Immortalized spielte Donegan neben der Gitarre noch den Bass ein, da der eigentliche Bassist John Moyer mit anderen Projekten beschäftigt war.
Nachdem die Band Disturbed im Jahre 2011 eine Pause eingelegt hatte, gründete Donegan zusammen mit dem Disturbed-Schlagzeuger Mike Wengren und dem Evans-Blue-Sänger Dan Chandler die Band Fight or Flight, die zwei Jahre später ihr erstes und bislang einziges Studioalbum A Life by Design? veröffentlichte. Im Jahre 2004 gründete Donegan zusammen mit David Draiman das Plattenlabel Intoxication Records. Über dieses Label wurden unter anderem Alben der kanadischen Band Art of Dying veröffentlicht. Donegan produzierte zusammen mit Howard Benson das Album Vices and Virtues und steuerte auf dem Nachfolgealbum Rise Up bei dem Titellied ein Gitarrensolo bei.
Dan Donegan ist verheiratet und hat zwei Kinder. Er lebt mit seiner Familie in einem südwestlichen Vorort von Chicago. Im Mai 2024 gab er in einem Interview zu, dass er an Gicht leidet.

## Diskografie
| mit Vandal - 19??: Better Days | mit Disturbed siehe auch Disturbed/Diskografie | mit Fight or Flight - 2013: A Life by Design? |

als Gastmusiker
- 2015: Art of Dying – Rise Up auf dem Album Rise Up